# Grabovac (Rakovica)
Grabovac falu Horvátországban, Károlyváros megyében. Közigazgatásilag Rakovicához tartozik.

## Fekvése
Károlyvárostól 59 km-re, községközpontjától 2 km-re délre, a Kordun területén fekszik.

## Története
1857-ben 641, 1910-ben 546 lakosa volt. Trianonig Modrus-Fiume vármegye Ogulini járásához tartozott. A horvát közigazgatási reform előtt Szluinhoz tartozott. 1991 és 1995 között a Krajinai Szerb Köztársaság része volt. 1995 augusztusában a Vihar hadművelet során foglalta vissza a horvát hadsereg. Szerb lakossága nagyrészt elmenekült. 2011-ben 268, többségben horvát lakosa volt. A Plitvicei-tavak közelségének köszönhetően a településen élénk az idegenforgalom. Számos szálloda és magánszállás működik.

## Lakosság
| Lakosság változása | Lakosság változása | Lakosság változása | Lakosság változása | Lakosság változása | Lakosság változása | Lakosság változása | Lakosság változása | Lakosság változása | Lakosság változása | Lakosság változása | Lakosság változása | Lakosság változása | Lakosság változása | Lakosság változása | Lakosság változása |
| ------------------ | ------------------ | ------------------ | ------------------ | ------------------ | ------------------ | ------------------ | ------------------ | ------------------ | ------------------ | ------------------ | ------------------ | ------------------ | ------------------ | ------------------ | ------------------ |
| 1857               | 1869               | 1880               | 1890               | 1900               | 1910               | 1921               | 1931               | 1948               | 1953               | 1961               | 1971               | 1981               | 1991               | 2001               | 2011               |
| 641                | 691                | 542                | 534                | 536                | 546                | 544                | 576                | 271                | 322                | 309                | 251                | 224                | 209                | 241                | 268                |